# Reutlingen
Reutlingen /ˈʀɔʏ̯tliŋən/ (in alemanno Reitlenga) è una città tedesca situata nel Land del Baden-Württemberg.

## Storia

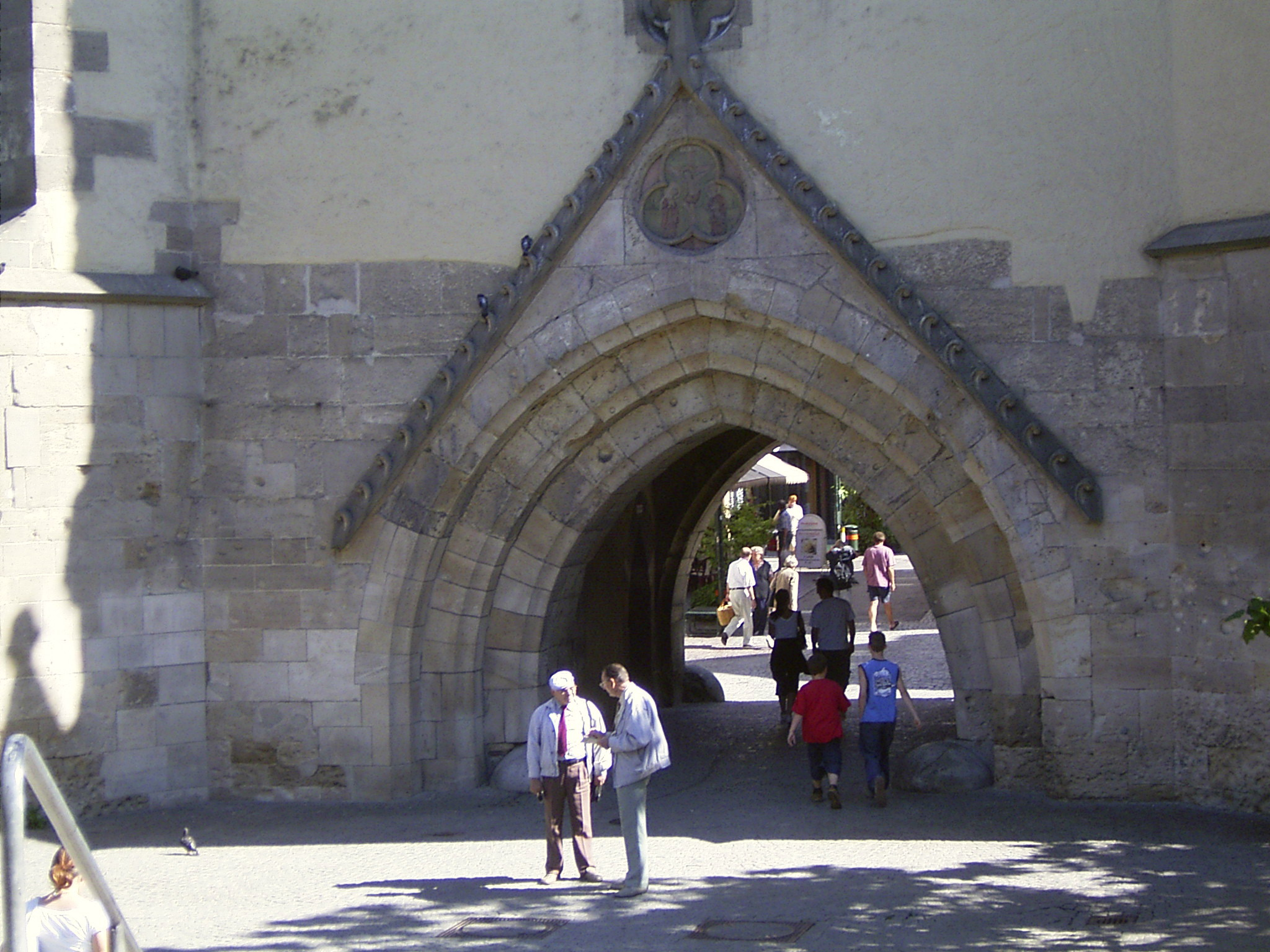
Una delle porte di ingresso al centro storico di Reutlingen

## Amministrazione

### Gemellaggi
- Roanne, dal 1958
- Ellesmere Port, dal 1966
- Bouaké, dal 1970
- Pirna
- Aarau, dal 1986
- Dušanbe, dal 1990
- Szolnok, dal 1990[2]
- Reading, dal 1998

## Sport
Vi ha sede il Sport- und Schwimmverein Reutlingen 05, che ha giocato in Zweite Bundesliga dal 2001 al 2003.